# Proteste in Israel 2023
Seit Januar 2023 kommt es in Israel zu landesweiten Protesten gegen die geplante Justizreform der Regierung von Premierminister Benjamin Netanjahu. Die Kritiker der Reform befürchten das Ende der unabhängigen Justiz. Die Protestbewegung ist zu einer der größten in der Geschichte des Landes angewachsen und umfasst breite Gesellschaftsteile, darunter auch Angehörige der israelischen Armee. Insbesondere in Tel Aviv versammelten sich jeden Samstag Menschenmengen zu Demonstrationen, häufig über 100.000 Menschen. Die Proteste mündeten Ende März in einem landesweiten Generalstreik und schließlich in der Verschiebung der Justizreform bis nach der Pause des israelischen Parlaments; mit Beginn des Gesetzgebungsverfahren im Juli kam es erneut zu massiven Protesten. Die Proteste dauerten bis zum Terrorangriff der Hamas auf Israel am 7. Oktober 2023 an, anschließend beteiligte sich während des ausgerufenen Kriegszustands auch die israelische Opposition an einer Notstandsregierung. Am 1. Januar 2024 erklärte der Oberste Gerichtshof Israels wesentliche Elemente der Justizreform für nichtig, da sie Kerneigenschaften des Staates Israel als demokratischem Staat schweren und beispiellosen Schaden zufügen würden.

## Die geplante Justizreform
Bei der vorgezogenen Parlamentswahl 2022 unterlagen die Parteien der amtierenden Regierung des liberalen Premierministers Jair Lapid einer Koalition rechtsgerichteter Parteien unter Führung des ehemaligen Ministerpräsidenten Benjamin Netanjahu, die daraufhin eine neue Regierung bildeten. Am 4. Januar 2023, sieben Tage nach Amtsantritt der neuen Regierung, kündigte der neu ernannte Justizminister Yariv Levin Pläne zur Reform der israelischen Justiz an.
Diese sehen unter anderem eine Veränderung der Zusammensetzung des Richterauswahlausschusses vor, bei der eine Mehrheit seiner Mitglieder von der Regierung ernannt wird (wodurch die Regierung eine Kontrolle über die Ernennung von Richtern erhält), die Befugnis für die Knesset, Entscheidungen des Obersten Gerichtshofs außer Kraft zu setzen (etwa wenn dieses die von der Knesset verabschiedeten Gesetze als verfassungswidrig erachtet), indem die Gesetze mit einer Mehrheit der Knesset-Mitglieder wieder in Kraft gesetzt werden können, und eine Eindämmung des Einflusses der Justiz auf die Gesetzgebung und die öffentliche Ordnung, indem die Befugnis des Obersten Gerichtshofs zur Ausübung der gerichtlichen Überprüfung eingeschränkt wird.
Levin und die Regierungskoalition erklärten, dass dies nur der erste Schritt ihrer Justizreform sei und dass weitere Schritte geplant seien, darunter eine Änderung des Ernennungsverfahrens für Rechtsberater in Ministerien, sodass diese von den Ministern ernannt und entlassen werden dürfen. Außerdem sei beabsichtigt, die bislang für Minister bindende Rechtsberatung nur noch zu einer Empfehlung zu machen und sie direkt den Ministern zu unterstellen und nicht mehr der fachlichen Aufsicht des Justizministeriums.
Premierminister Benjamin Netanjahu behauptete, die Reform sei notwendig, weil die Justiz zu viel Kontrolle über die öffentliche Ordnung habe und ein besseres Gleichgewicht zwischen demokratisch gewählten Gesetzgebern und der Justiz erforderlich sei. Netanyahu wurde jedoch von der israelischen Generalstaatsanwältin Gali Baharav-Miara aufgrund eines Interessenkonflikts, der sich aus seinem laufenden Korruptionsprozess ergibt, die aktive Teilnahme am Regierungsprozess der Justizreform verboten; er selbst könnte von der Justizreform profitieren. In der Nacht zum 11. Juli 2023 billigte das Parlament mit knapper Mehrheit in erster Lesung den Gesetzentwurf. Insgesamt waren drei Lesungen erforderlich. Am 23. Juli 2023 wurden zentrale Bestandteile der Reform durch das Parlament gebilligt.

## Verlauf der Proteste

### Proteste bis Aussetzung der Reform im März 2023

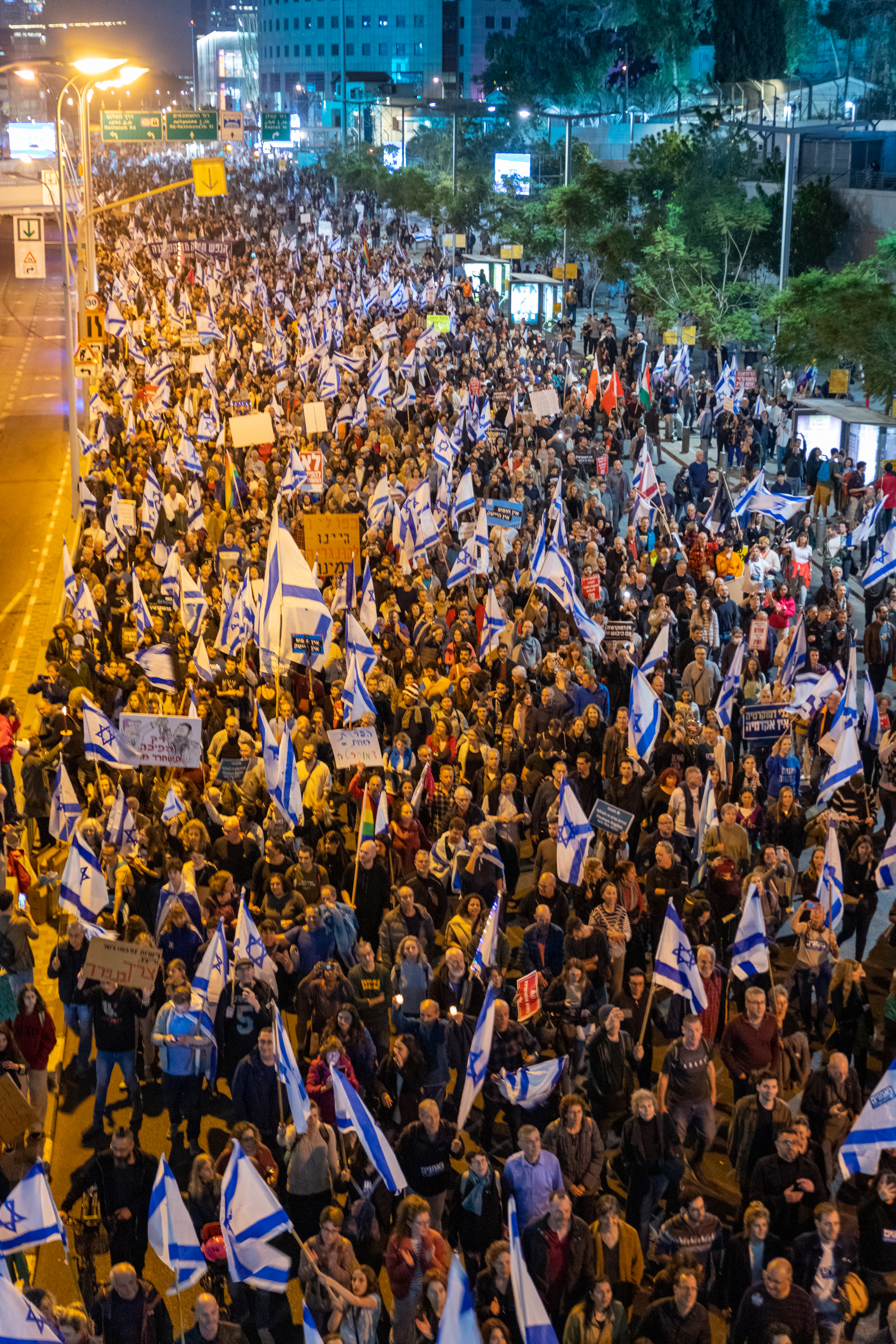
Demonstration auf der Begin Road in Tel Aviv, 28. Januar 2023

Am Samstag, 7. Januar 2023, kam es auf dem Habima-Platz in Tel Aviv erstmals zu Protesten mit bis zu 20.000 Teilnehmern. Eine Woche nach der ersten Demonstration wurde auf dem Habima-Platz ein zweiter Protest organisiert, unter anderem der ehemalige Verteidigungsminister und Generalleutnant Benny Gantz hatte „alle Israelis, von rechts und links“ dazu aufgerufen: „Nehmt eine israelische Flagge in die eine Hand, einen Regenschirm in die andere, und kommt, um Demokratie und Recht im Staat Israel zu schützen.“ Etwa 80.000 Menschen nahmen an der Demonstration in Tel Aviv teil, während in Haifa und Jerusalem kleinere Kundgebungen mit 2.500 bzw. 3.000 Teilnehmern stattfanden. Am 21. Januar folgte ein weiterer Protest in der Kaplan Street im Zentrum von Tel Aviv. Die israelische Polizei schätzt, dass über 100.000 Menschen an den Protesten teilnahmen. Kleinere Proteste fanden erneut auch in Städten wie Haifa, Jerusalem und Be’erscheba statt. Auch am darauffolgenden Samstag gingen trotz der Terrorangriffe in Ost-Jerusalem landesweit wieder zehntausende Menschen auf die Straßen.
Am Samstag, 4. Februar, demonstrierten alleine in Tel Aviv erneut mehr als 100.000 Menschen, außerdem kam es zu Protesten vor der israelischen Botschaft in London und vor dem Hotel von Premierminister Netanjahu in Paris, der gerade in Frankreich auf Staatsbesuch war.
Am folgenden Samstag, 11. Februar, demonstrierten die Menschen in Israel gegen die Justizreform, nach Angaben der Veranstalter nahmen landesweit mehr als 200.000 Menschen an den Protesten teil. Allein am Kaplan-Protest in Tel Aviv sollen rund 150.000 Menschen teilgenommen haben.
Am 13. Februar versammelten sich mehr als 100.000 Menschen – teilweise wurde von bis zu 200.000 Teilnehmenden gesprochen – vor der Knesset in Jerusalem, wo die Abgeordneten der Koalition im Verfassungsausschuss den ersten Teil der umstrittenen Justizreform beschlossen. Auf der Kundgebung sprach unter anderem auch Oppositionsführer Jair Lapid (Jesch Atid). Tausende Betriebe haben sich an diesem Montag dem Streik angeschlossen, allein 300 von ihnen gehören dem für Israel so wichtigen Hightech-Sektor an. Die wichtigsten Universitäten rangen sich ebenfalls zu einer klaren Haltung durch.
Auch am folgenden Samstag, 18. Februar, marschierten Demonstranten in Tel Aviv und anderen Städten in ganz Israel und markierten das siebte Demonstrationswochenende seit der Vorstellung der Justizreform. Die Organisatoren gaben an, dass etwa eine Viertelmillion Israelis an den Protesten an mehr als 60 Orten im ganzen Land teilgenommen haben, darunter die rund 135.000 Demonstranten, die in Tel Aviv vom Dizengoff-Zentrum zur Kaplan-Straße in Sarona marschierten.
Anlässlich einer Parlamentsabstimmung zur Justizreform versammelten sich am 20. Februar 2023 erneut mehr als 100.000 Menschen vor dem israelischen Parlament in Jerusalem. Demonstranten blockierten zudem wichtige Autobahnen.
Auch am folgenden Samstag gingen die Proteste im ganzen Land weiter: Es gab 160.000 Demonstranten in Tel Aviv (laut Channel 13), 30.000 in Haifa (laut Polizei) und etwa 5.000 in Ra'anana (laut Haaretz). An den Protesten beteiligten sich auch der Ökonom Jacob Frenkel, ehemaliger Chef der israelischen Zentralbank, und Elyakim Rubinstein, ehemaliger Vizepräsident des Obersten Gerichtshofs von Israel.
In Tel Aviv ging dem Protest eine Aufführung von 150 Mitgliedern der Frauengruppe Bonot Alternativa („Eine Alternative aufbauen“) voraus, die rot-weiße Outfits trugen, die denen ähnelten, die die Mägde in der Fernsehserie The Handmaid's Tale trugen. Die Gruppe trat aus Protest gegen einige der vorgeschlagenen Gesetzesänderungen auf, von denen sie glauben, dass sie Frauen schaden werden.
Der 1. März wurde zum „Nationalen Tag der Störung“ erklärt. Demonstranten versuchten unter anderem, die Autobahn Ayalon in Tel Aviv zu besetzen. Diesmal schritt die Polizei aber ein und setzte Blendgranaten und Wasserwerfer ein, auch kam es zu Festnahmen.
Proteste fanden am Samstag, den 4. März unter anderem in Ashkelon, Arad, Bat Yam, Beersheba, Haifa, Herzliya, Cholon, Jerusalem, Kiryat Ono, Kiryat Shmona, Ra'anana, Tel Aviv und anderen Orten statt. Allein in Tel Aviv nahmen mehr als 160.000 Menschen an den Protesten teil, darunter auch diverse Abgeordnete der Opposition. Oppositionsführer Yair Lapid nahm an den Protesten in Herzliya teil, der Vorsitzende der Oppositionspartei Yisrael Beiteinu Avigdor Lieberman sprach in Ashdod und der Vorsitzende der Nationalen Einheitspartei Benny Gantz sprach in Beerscheba. Außerdem sprach der frühere Bildungsminister und Likud-Mitglied Limor Livnat bei dem Protest in Tel Aviv.
Der nationale Sicherheitsminister Itamar Ben-Gvir sprach vom Polizeipräsidium in Tel Aviv zur Presse und sagte, er habe nicht die Absicht, sich bei irgendjemandem zu entschuldigen, „sicherlich nicht bei den Anarchisten, die versuchen, Tel Aviv in Brand zu setzen“.
Über 25.000 rot gekleidete Frauen bildeten an 70 Orten in ganz Israel am 8. März Menschenketten und verbanden damit das Gedenken an den Internationalen Frauentag mit der Protestwelle gegen die Justizreform der Regierung.
Die Protestbewegung führte einen sogenannten „nationalen Tag des Widerstands“ am 9. März durch. Demonstranten blockierten Straßen und Seewege, darunter erneut die Autobahn Netivei Ajjalon (), die alle wichtigen Verkehrswege verbindet, die nach Tel Aviv führen. Konvois von Autos füllten die Autobahn  Tel Aviv-Jerusalem und verstopften die Zufahrt zum Hauptterminal des Flughafens Ben Gurion. Damit wollten die Demonstranten den Abflug von Premierminister Netanjahu nach Rom verhindern, wo dieser die italienische Ministerpräsidentin Giorgia Meloni traf. Netanjahu wurde schließlich mit dem Hubschrauber zum Flughafen gebracht.
Am Samstag, den 11. März nahm eine halbe Million Menschen – in einem Land mit neun Millionen Einwohnern – an den Protesten gegen die Justizreform teil, israelische Medien sprechen von einem Teilnahmerekord, die Organisatoren selbst sogar von der größten Demonstration in der Geschichte Israels. Allein in Tel Aviv waren es rund 200.000 Demonstranten, in Haifa rund 50.000.

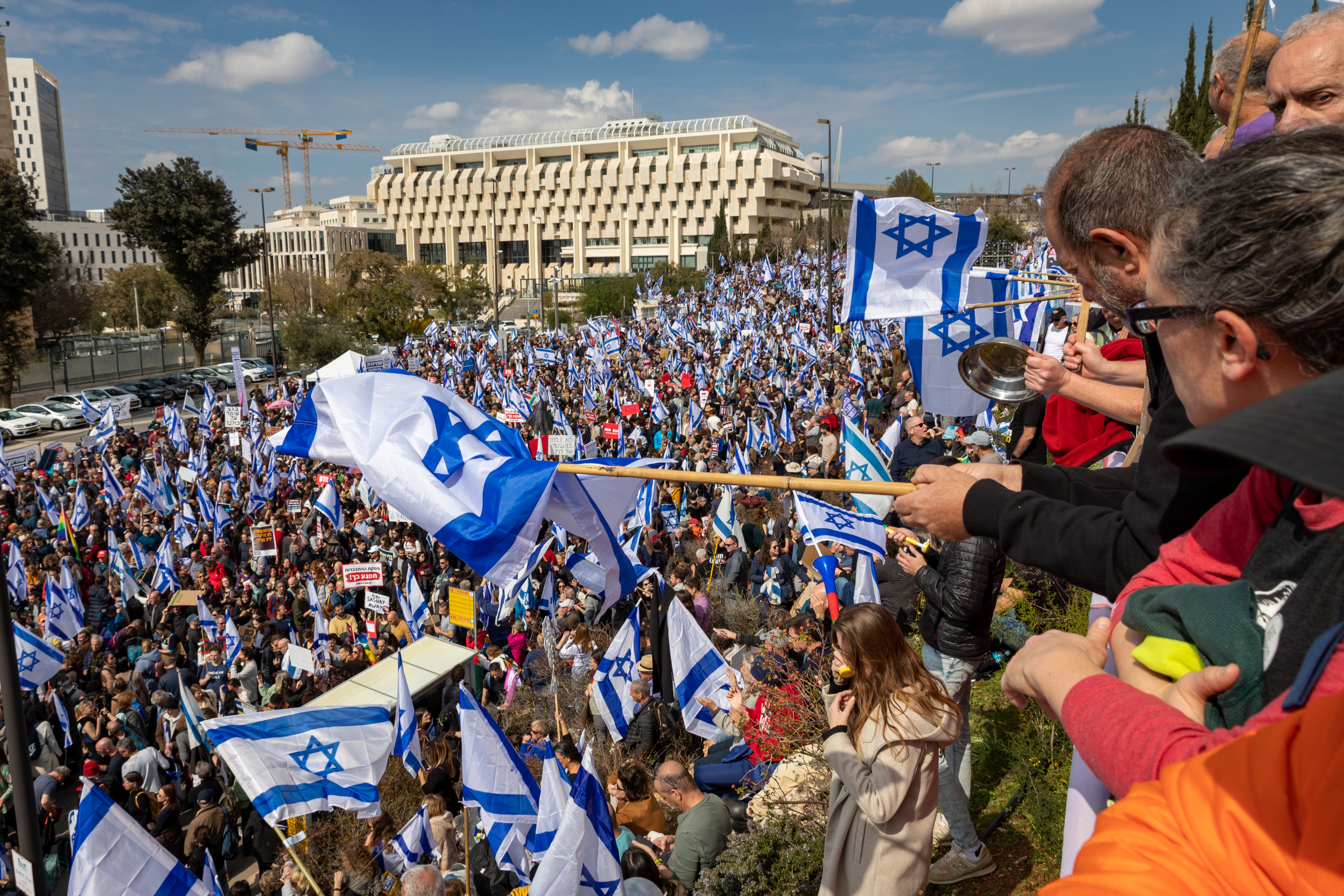
Demonstration vor der Knesset in Jerusalem, 13. Februar 2023
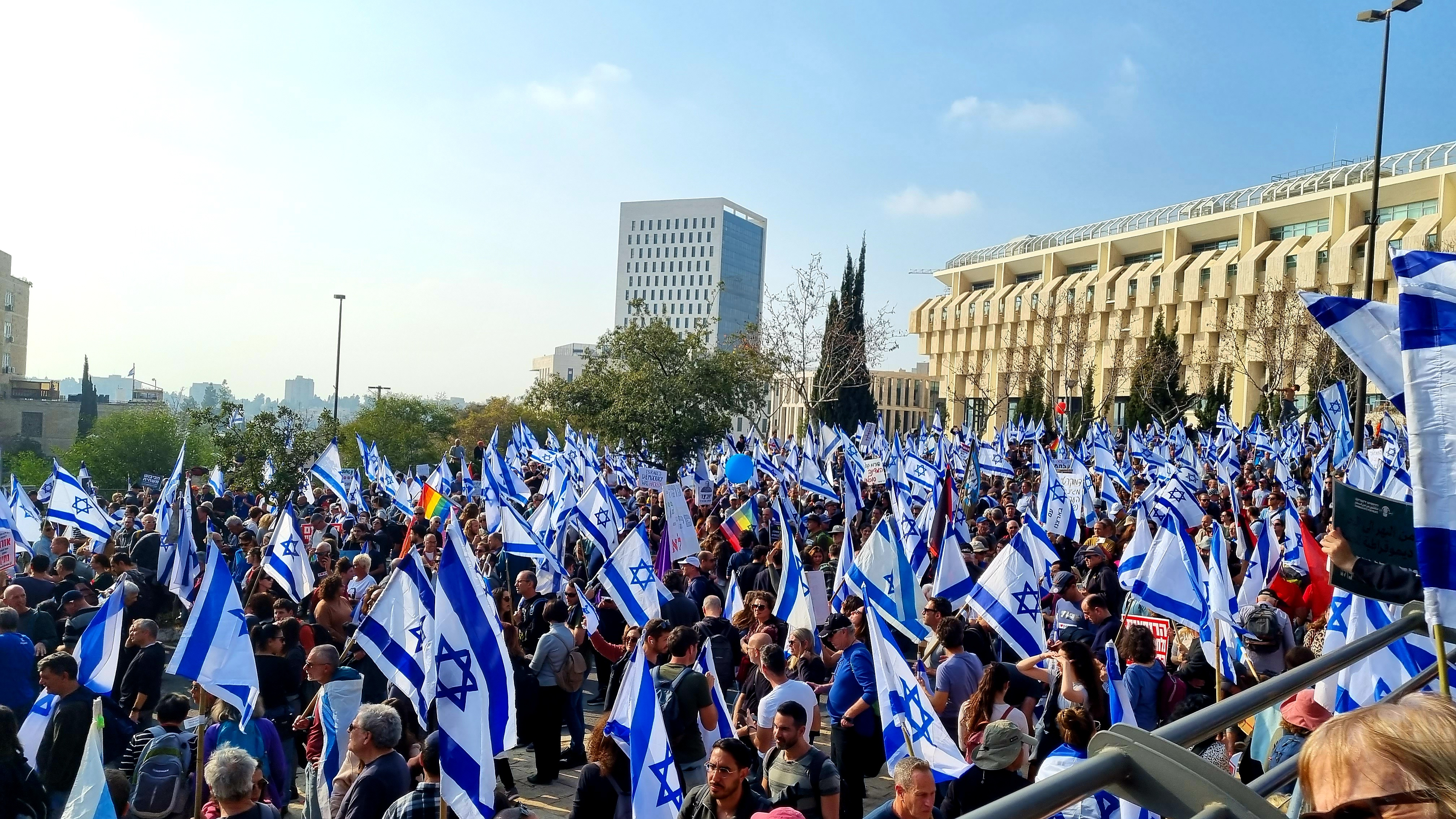
Demonstration vor der Knesset in Jerusalem, 20. Februar 2023
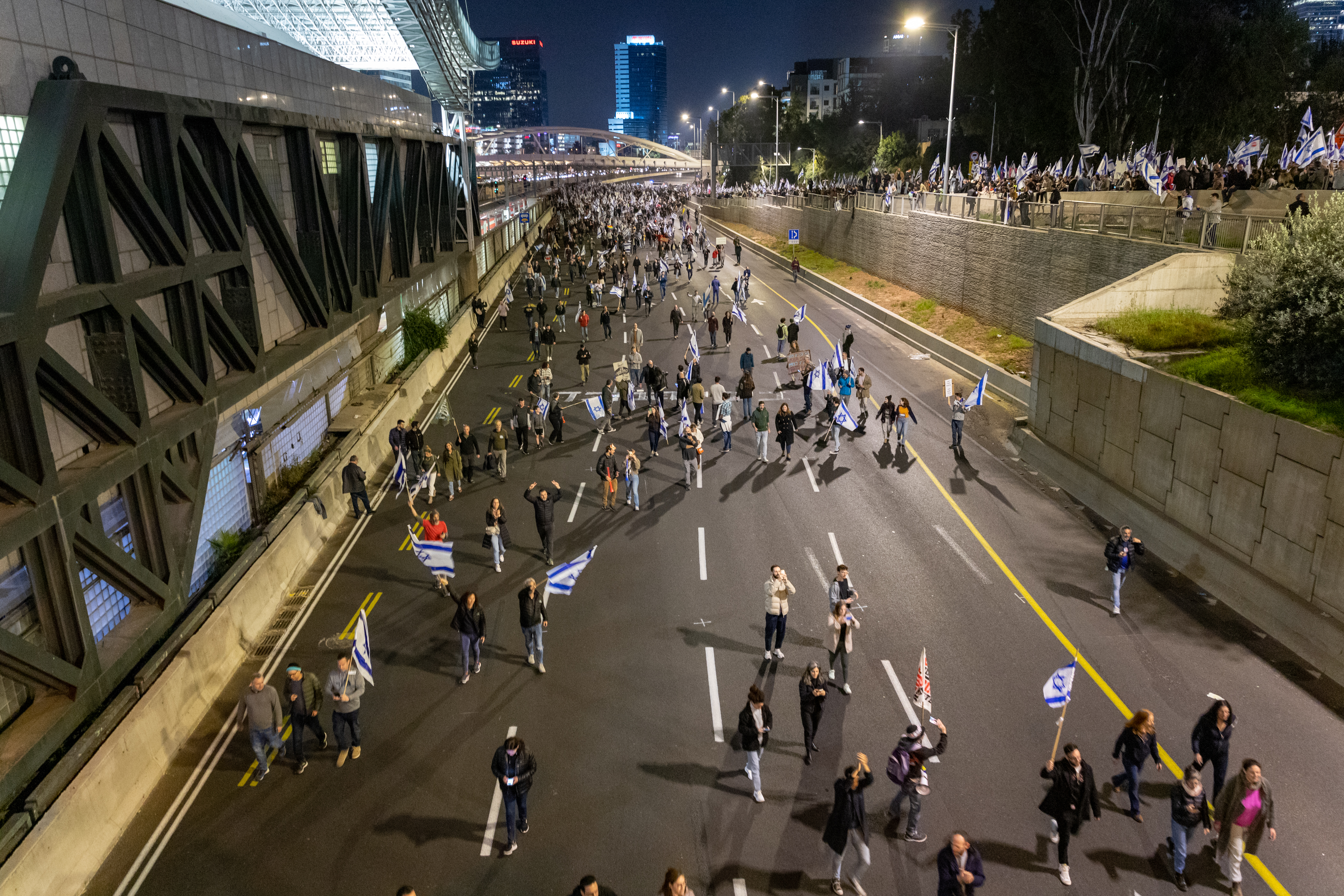
Demonstranten blockieren eine Autobahn in Tel Aviv, 25. Februar 2023

#### Kompromissvorschlag von Präsident Herzog
Im Streit um die geplante Justizreform legte Präsident Isaac Herzog am 15. März einen Kompromissvorschlag vor, dem die Opposition zustimmte, der allerdings umgehend von der Regierung zurückgewiesen wurde. Herzogs Vorschlag sieht vor allem Abschwächungen bei den am meisten umstrittenen Punkten der von der Regierung geplanten Reform vor. Nach dem Willen des Präsidenten sollte er als Grundlage für weitere Verhandlungen dienen und den aktuellen Regierungsentwurf ersetzen. Herzog, der die Proteste unterstützt, warnte zugleich vor den Konsequenzen, sollte es keinen Kompromiss geben: „Diejenigen, die denken, dass ein Bürgerkrieg unmöglich ist, haben keine Idee, wie nah wir ihm schon sind.“
Am elften Wochenende in Folge demonstrierten am 18. März hunderttausende Menschen gegen die geplante Justizreform, während rechte Kräfte in Israel gewaltsame Übergriffe auf Demonstranten anheizten. Diese zogen davon unbeirrt mit Protestschildern durch die Straßen von Tel Aviv und riefen Slogans wie „Nein zur Diktatur!“ oder „Rettet die Demokratie!“. Dabei schwenkten sie israelische Flaggen und Regenbogenfahnen und blockierten den Verkehr.

#### Widerstand im israelischen Militär
Rund 700 Offiziere aus der Militärreserve erschienen am Sonntag des 19. März nicht zum Dienst. „Wir werden gerne wiederkommen, wenn die Demokratie gewährleistet wird“, sagte einer von ihnen dem israelischen Rundfunk. Er sprach von einem Umsturzversuch vonseiten der Regierung. „Wir rufen dazu auf, in einer Diktatur keinen Reservedienst mehr zu leisten.“ Proteste gegen die geplante Justizreform gibt es auch beim israelischen Militär. 150 Cyberexperten haben angekündigt, ihren Reservedienst nicht mehr abzuleisten, wenn der Staatsumbau nicht gestoppt werde. Dem haben sich unter vielen anderen rund 200 Ärzte aus der militärischen Reserve angeschlossen. Auch rund drei Dutzend Piloten einer Eliteeinheit weigerten sich, an einer Reserveübung teilzunehmen. Alle zehn noch lebenden ehemaligen Luftwaffenchefs haben in einem gemeinsamen Brief vor den Folgen der Regierungspläne für die Sicherheit des Staates gewarnt. Der ehemalige Chef des Inlandsgeheimdienstes, Nadav Argaman, sprach sich ebenfalls gegen die Reform aus.

#### Verabschiedung eines ersten Teils des Gesetzespakets
Am frühen Morgen des 23. März hatte die Knesset nach einer nächtlichen Debatte einen ersten Teil des Gesetzespakets verabschiedet. Für das Gesetz, das als Zusatzartikel dem „Grundgesetz“ über die Regierungsarbeit angefügt wird, stimmten in letzter Lesung 61 der 120 Abgeordneten. Dadurch wird es deutlich schwerer, einen Ministerpräsidenten für amtsunfähig zu erklären: Entweder stimmen drei Viertel des Kabinetts für einen solchen Antrag, oder der Ministerpräsident verfügt selbst, dass er sein Amt nicht mehr ausüben kann. Als mögliche Gründe gelten nur psychische oder andere gesundheitliche Probleme. Keinen Raum mehr findet die bisherige Praxis, dass das Höchste Gericht oder der Generalstaatsanwalt Regierungsmitglieder für amtsunfähig erklären können. Die Opposition nannte das neue Gesetz „unanständig und korrupt“ – in Anspielung auf den mehrjährigen laufenden Korruptionsprozess gegen Netanjahu, von dem sich dessen Gegner erhofft hatten, dass er nach einer Verurteilung für amtsunfähig erklärt werden könnte.
Am gleichen Tag legten Menschen in ganz Israel dezentral den Verkehr lahm. Bis in den Abend hinein kamen in vielen Städten immer wieder Gruppen zu kleineren Kundgebungen zusammen. In Jerusalem zogen Gegner der Justizreform auch in ultraorthodoxe Viertel. An verschiedenen Orten kam es auch zu Übergriffen, die Polizei setzte Wasserwerfer und Tränengas ein, und es gab über 100 Festnahmen. Eine große Menge zog zudem auch vor Netanyahus Residenz in Jerusalem. Der Regierungschef verschob eine offizielle Reise nach Großbritannien auf den Folgetag und versprach in einer Fernsehansprache, die „Kluft zu heilen“, die durch das Land gehe.
Auch am Samstag des 25. März kam es in ganz Israel wieder zu Massenprotesten, laut Angaben der Organisatoren nahmen daran mehr als 630.000 Menschen teil. Es wäre damit neben dem Marsch einer Million am 3. September 2011, an dem bis zu 650.000 Menschen teilnahmen, die größte Demonstration in der israelischen Geschichte. Am Abend versammelten sich in der Küstenmetropole Tel Aviv – eine Stadt mit 450.000 Einwohnern – nach Angaben der Organisatoren 300.000 Menschen, nach Medienberichten rund 200.000 Demonstranten.
Israels Verteidigungsminister Joaw Galant rief Ministerpräsident Benjamin Netanyahu als erstes Regierungsmitglied dazu auf, den heftig umstrittenen Umbau der Justiz vorerst auszusetzen. Er sprach von einem Zeitrahmen bis zum israelischen Unabhängigkeitstag am 26. April. Galant kritisierte, das Vorhaben der Regierung habe auch zu Unruhe innerhalb des israelischen Militärs geführt und stelle eine klare und unmittelbare Bedrohung für die Sicherheit der Nation dar.
Der israelische Premierminister Benjamin Netanjahu kündigte daraufhin am 26. März Galants Entlassung an – was er 15 Tage später allerdings wieder zurücknahm.
Noch am Abend des 26. März demonstrierten Zehntausende in Tel Aviv gegen die Entscheidung von Ministerpräsident Benjamin Netanjahu. Netanjahu hielt deswegen eine Dringlichkeitsberatung zum weiteren Vorgehen ab. Die Armee wurde Medienberichten zufolge wegen der chaotischen Entwicklungen in erhöhte Alarmbereitschaft versetzt. Die Polizei ging mit Reiterstaffeln und Wasserwerfern gegen die Menge vor, aus der Steine auf die Einsatzkräfte geworfen wurden. In Jerusalem durchbrachen Menschen eine Straßensperre neben Netanjahus Wohnhaus, wo der Chef des Inlandsgeheimdienstes Shin Bet in der Nacht zu Gesprächen eintraf.
Der israelische Präsident Isaac Herzog rief den Ministerpräsidenten Benjamin Netanjahu und seine Regierung dazu auf, die geplante Justizreform zu stoppen.

#### Generalstreik und Verschiebung der Justizreform
Nach der Entscheidung Netanjahus zur Entlassung von Verteidigungsminister Joaw Galant kam es zu weiteren Demonstrationen. Diese weiteten sich im Verlauf des 27. März zu einem „historischen“ Arbeitsstreik aus, die Gewerkschaften riefen einen Generalstreik aus. Am internationalen Flughafen Ben Gurion mussten nahezu alle Flüge annulliert werden, die beiden wichtigen Häfen in Haifa und Aschdod stellten ihre Arbeit ein, wichtige Straßen und Kreuzungen wurden reihenweise blockiert, Kitas waren geschlossen und an vielen Orten im ganzen Land versammelten sich die Menschen zu spontanen Kundgebungen. Auch Kliniken beteiligen sich am Streik, einige haben etwa die nicht dringende medizinische Versorgung ausgesetzt, so etwa Israels größtes Krankenhaus, das Sheba Medical Center.
In Jerusalem kam es vor der Knesset zu einer zentralen Kundgebung, an der nach Angaben der Times of Israel 100.000 Menschen teilnahmen. Die israelischen Botschaften in aller Welt beteiligten sich am Streik, die Aktivitäten des Außenministeriums im In- und Ausland wurden auf Notdienste beschränkt. Die Botschaft in den USA meldete, dass sie geschlossen sei. Innerhalb der Regierung kam es zu Streit, mehrere Minister drohten zurückzutreten, sollte Netanyahu einen Stopp der Reform ankündigen.
Israels Polizeiminister Itamar Ben-Gvir gab am späten Nachmittag des 27. März schließlich eine Verschiebung der umstrittenen Justizreform bekannt. Er habe sich mit Ministerpräsident Benjamin Netanjahu auf eine Verschiebung bis nach der Pause des Parlaments Ende Juli verständigt. Benjamin Netanyahu hat die Verschiebung der Justizreform am Abend in einer TV-Ansprache bestätigt; er habe entschieden, die zweite und dritte Lesung des Gesetzes auszusetzen. Zugleich soll eine schon seit längerem geplante israelische Nationalgarde unter Führung von Minister Ben-Gvir aufgebaut werden.
Nach der Ankündigung der Verschiebung beendeten die israelischen Gewerkschaften ihren Generalstreik, die Oppositionsparteien erklärten ihre Dialogbereitschaft. Zugleich kündigten Regierungsgegner außerhalb der Parteien die Fortsetzung der Proteste an, da ihrer Ansicht nach auch mit einem vorläufigen Einfrieren der Justizreform weiter eine Demontage der Demokratie durch diese drohe. Die Proteste werden daher weiter gehen, solange das Gesetz im Parlament nicht abgelehnt werde. Am Abend ebbten die Proteste in Jerusalem ab. Zugleich kam es zu Gegenprotesten von Anhängern der Regierung.

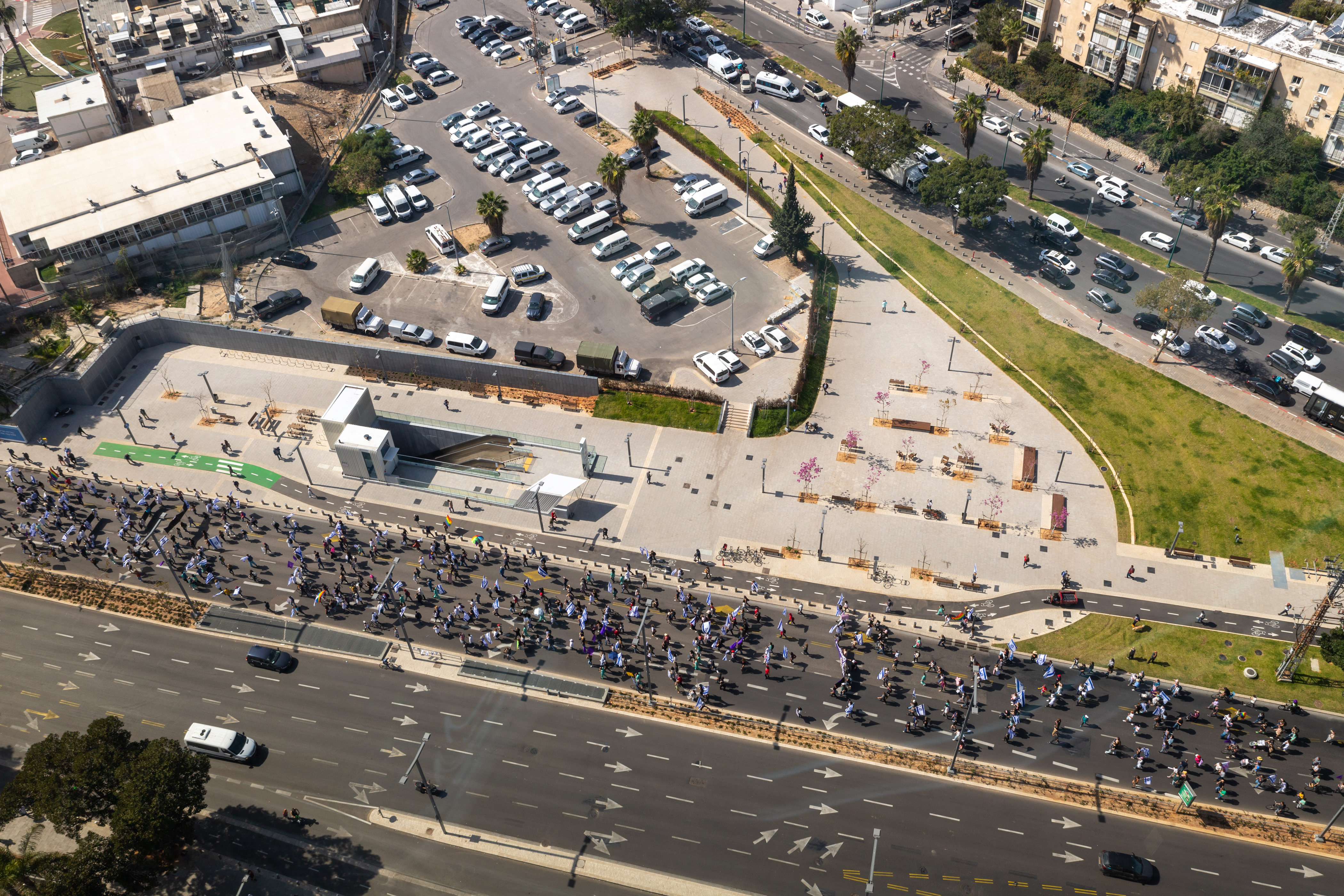
Protestmarsch in Tel Aviv, 1. März 2023
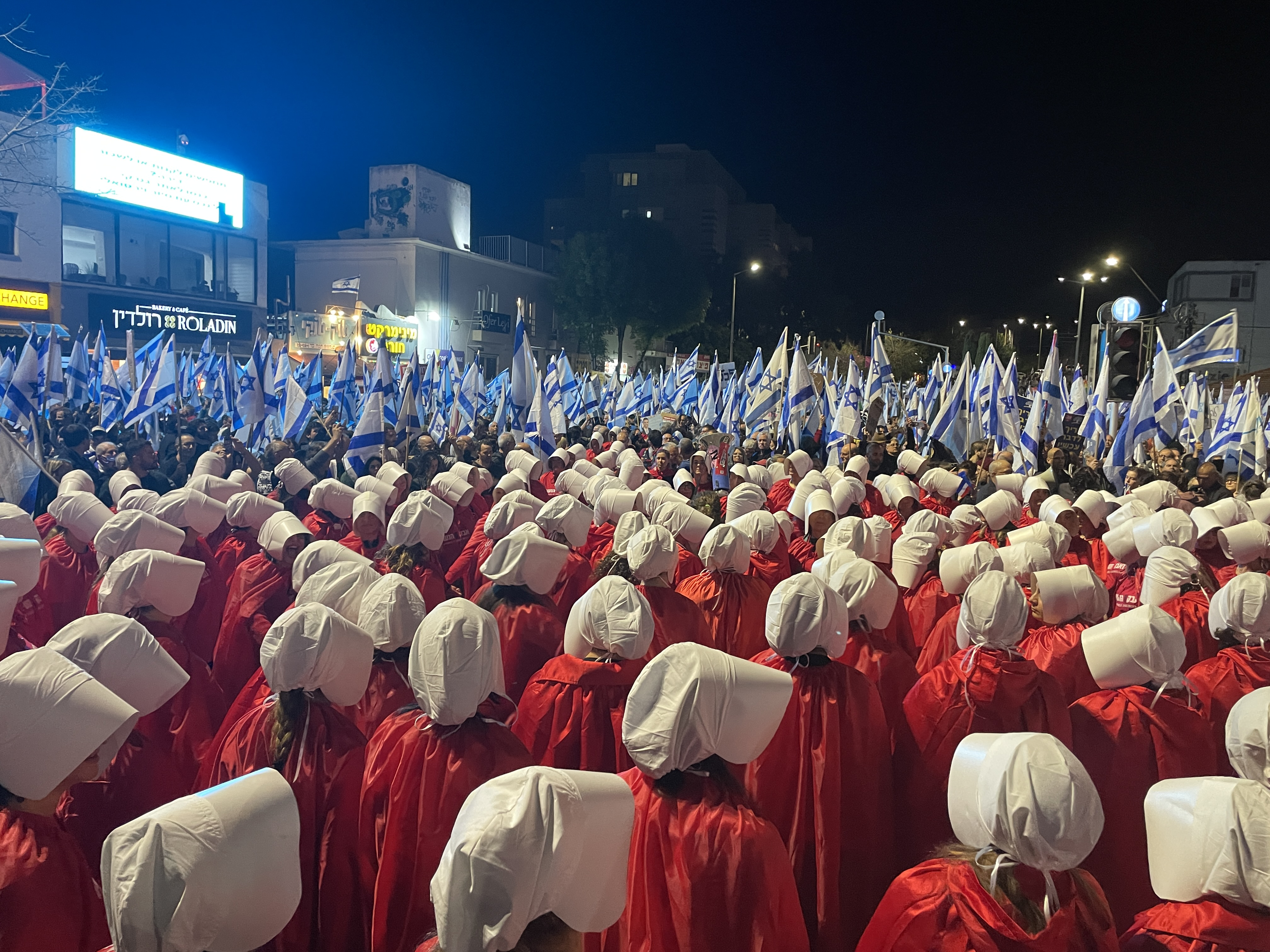
Verkleidete Frauen in Anlehnung an die TV-Serie The Handmaid’s Tale, Haifa, 11. März 2023
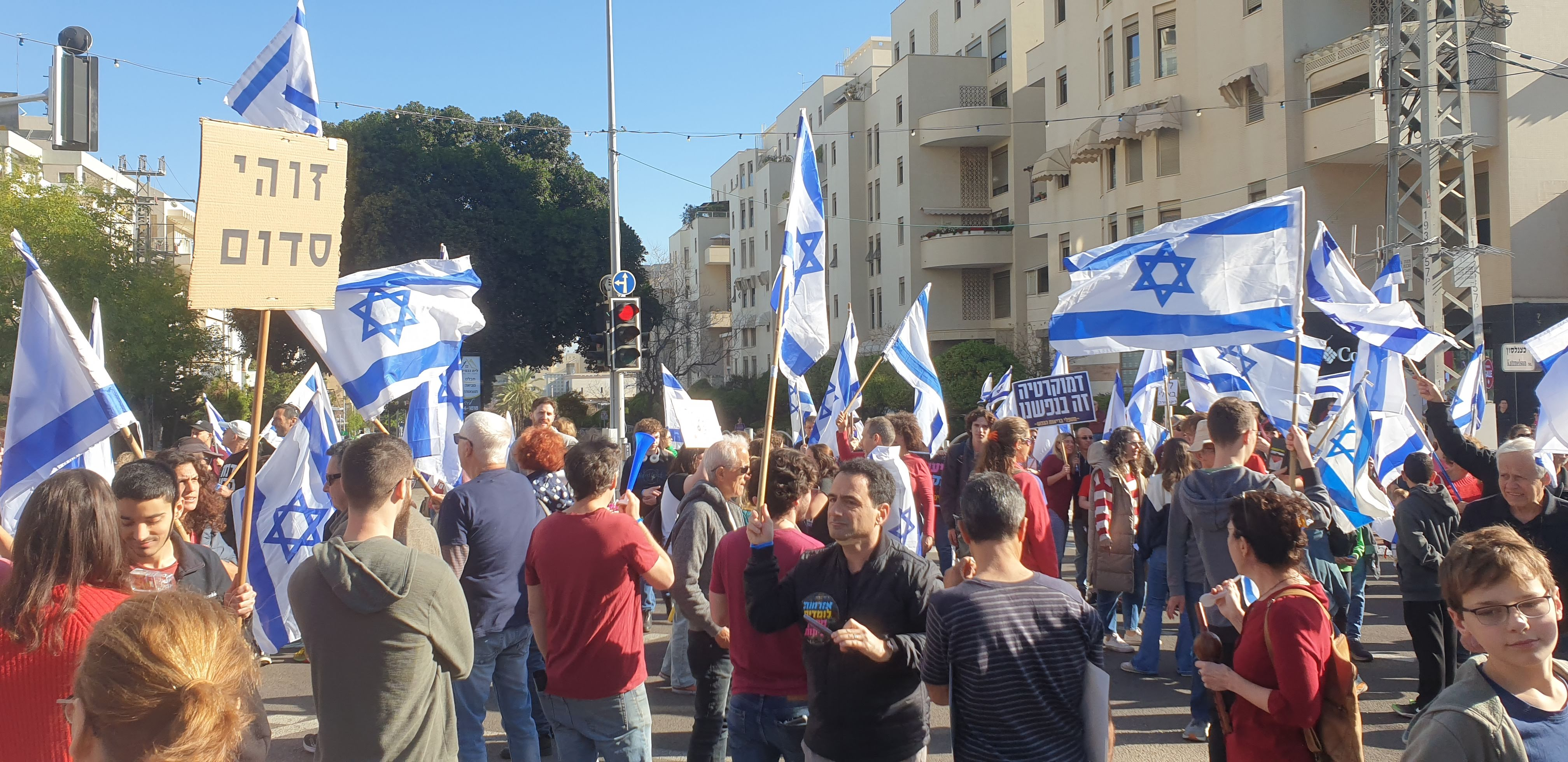
Demonstrationen in Kfar Saba, 16. März 2023
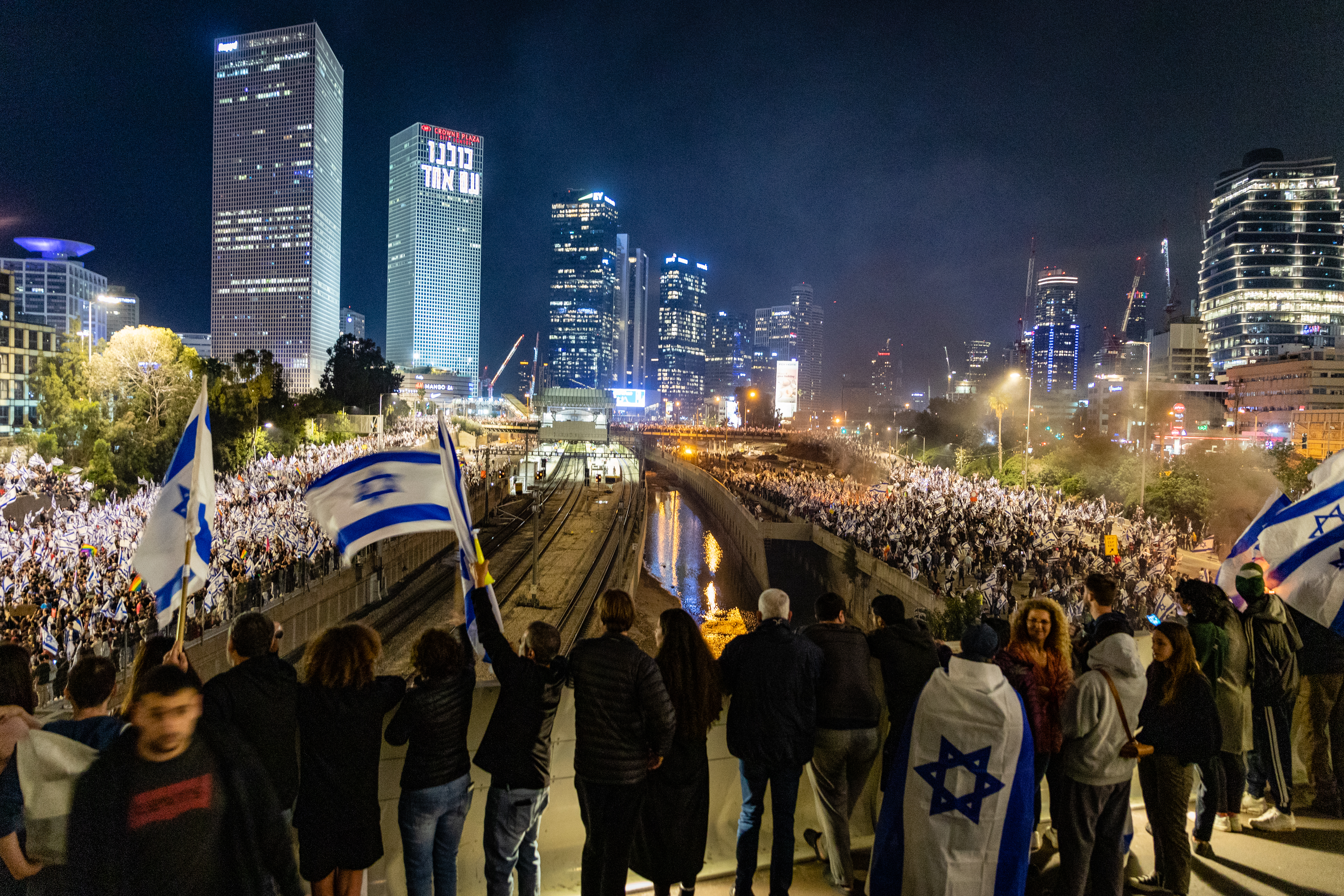
Demonstranten blockieren die Ayalon-Autobahn in Tel Aviv, 26. März 2023

### Proteste ab April 2023 und Beginn des Gesetzgebungsverfahren
Trotz des vorläufigen Stopps der Reform gingen auch am 1. April in der 13. Woche in Folge wieder Hunderttausende auf die Straße. An der Hauptkundgebung in Tel Aviv nahmen israelischen Medien zufolge mehr als 170.000 Menschen teil, landesweit sprachen die Organisatoren von mehr als 450.000 Menschen, die in rund 150 Orten demonstrierten. Am 8. April demonstrierten erneut mehr als 250.000 Menschen trotz der Terroranschläge am Tag zuvor in Tel Aviv gegen die Justizreform.

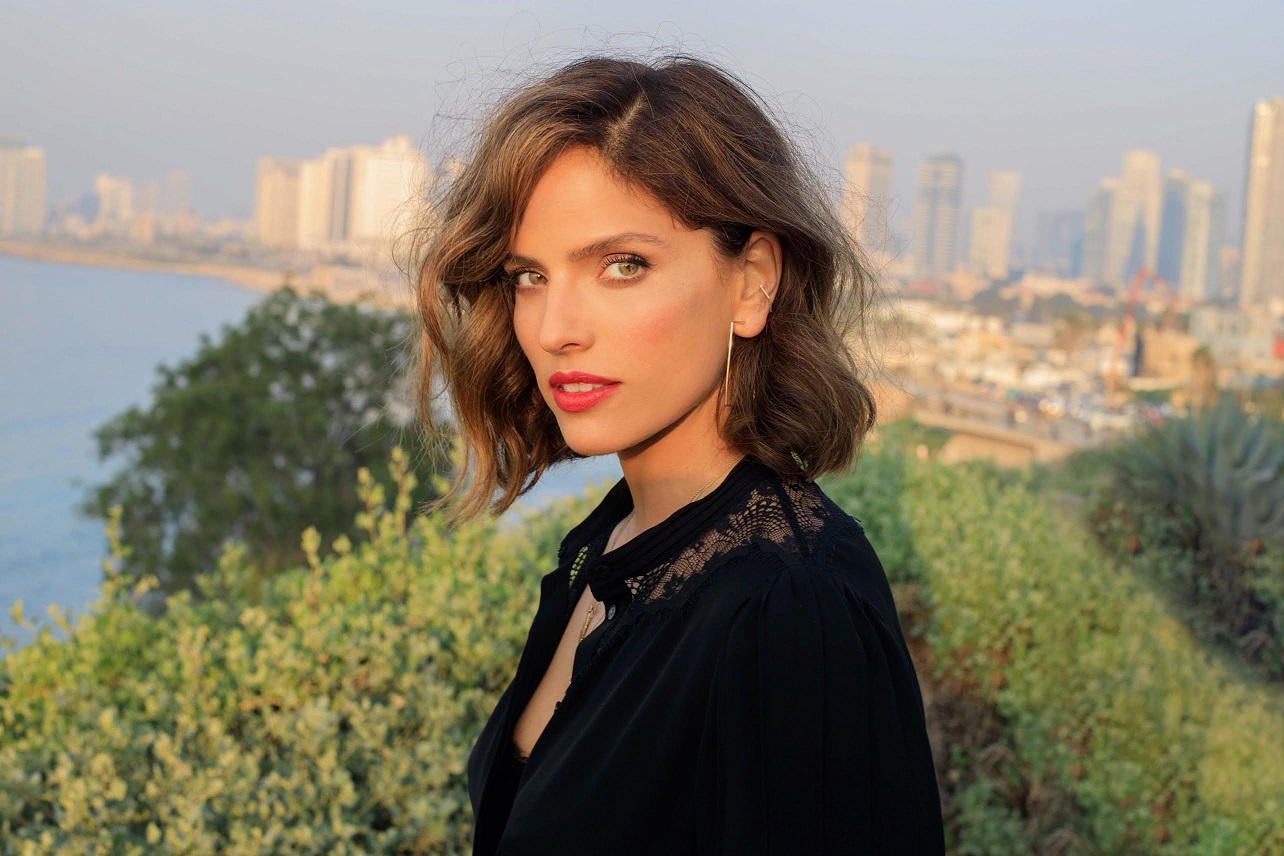
Noa Tishby, 2021

In Israel wurde die Aktivistin, TV-Produzentin, Sängerin und Buchautorin Noa Tishby am 11. April 2022 als Sonderbeauftragte zur Bekämpfung des Antisemitismus und der Delegitimierung Israels durch den israelischen Außenminister Jair Lapid berufen. Im April 2023 wurde sie aus dem Amt entlassen, nachdem sie sich gegen die von der neuen Regierung des wiedergewählten Premierministers Benjamin Netanjahu vorgeschlagene Justizreform ausgesprochen hatte.
Am 10. April 2023 erklärte der israelische Ministerpräsident Benjamin Netanjahu, vom Plan der Entlassung seines Verteidigungsministers Joaw Galant abzurücken. Auch danach kam es weiterhin an rund 150 Orten zu Protesten; am 15. April nahmen an der Hauptkundgebung in Tel Aviv erneut mehr als 100.000 Menschen teil, dabei wurde auch gegen die geplante Einrichtung einer Nationalgarde demonstriert. Eine Woche später, am 16. Protestwochenende in Folge, nahmen landesweit 380.000 Menschen an den Protesten teil. Am letzten Wochenende im April 2023 versammelten sich nach israelischen Medienberichten allein in Tel Aviv bis zu 200.000 Menschen. Auch in Haifa und Kfar Saba gingen Tausende auf die Straßen.
Nachdem Netanjahu das Gesetzgebungsverfahren zur Justizreform am 8. Juli wieder auf die Agenda des Parlaments gesetzt hatte, gab es landesweit in den großen Städten erneut Massenproteste; laut Medienberichten demonstrierten allein in Tel Aviv über 140.000 Menschen. Am 10. Juli stimmte eine knappe Mehrheit, 64 von 120 Abgeordneten, der Knesset in erster Lesung für die neue, leicht abgeschwächte Version der Justizreform, die jedoch weiterhin vorsieht, dass das Oberste Gericht das ihm zugestandene Vetorecht bei der Normenkontrolle verliert. Der Beschluss führte zu weiteren großen Protesten und sorgte für internationale Kritik, bspw. von US-Präsident Joe Biden. Im selben Monat kündigten ca. 1000 Reservisten der israelischen Streitkräfte – darunter hunderte Piloten – einen Streik an, sollte Premier Netanyahu sein Vorhaben umsetzen. Bis zum 22. Juli wanderten über mehrere Tage hinweg aus Protest gegen die Justizreform zeitweise bis zu 70.000 Menschen von Tel Aviv nach Jerusalem, etwa 70 Kilometer weit. Am 23. Juli, als die Knesset einen Tag vor der anberaumten zweiten und dritten Lesung ihre finale Beratung zur Justizreform startete, begannen sich zehntausende Demonstranten vor dem Parlamentsgebäude zu versammeln. Am 24. Juli billigte die Knesset die erste Maßnahme der Reform, die verhindert, dass Richter Regierungsentscheidungen wegen Unangemessenheit aufheben können. Die gesamte parlamentarische Opposition boykottierte die Abstimmung. Die Anwaltskammer Israels und mehrere Organisationen, darunter die Vereinigung für Bürgerrechte in Israel, haben Klagen gegen die Gesetzgebung beim Obersten Gerichtshof eingereicht.
Am 9. September 2023 nahmen nach unterschiedlichen Berichten zwischen 118.000 und 140.000 Menschen an einer Demonstration in Tel Aviv gegen die Justizreform teil. Auch in anderen Orten Israels wurde gegen die Reform protestiert.

## Entscheidung des Obersten Gerichtshofs
Am 1. Januar 2024 veröffentlichte der Oberste Gerichtshof Israels seine bereits Ende 2023 getroffene Entscheidung, wesentliche Elemente der Justizreform seien nichtig, da sie Kerneigenschaften des Staates Israel als demokratischem Staat schweren und beispiellosen Schaden zufügen würden. Die Entscheidung fiel mit acht zu sieben Stimmen. Einer der Kernpunkte der geplanten Reform ist, dem Obersten Gericht die Befugnis zu entziehen, gegen „unangemessene“ Entscheidungen der Regierung vorzugehen. Diesem nun gekippten Teil der Reform hatte das Parlament bereits im Juli zugestimmt und zum Bestandteil der Grundgesetze Israels erklärt. Falls die Regierung die Gerichtsentscheidung über seine eigenen Kompetenzen nicht akzeptiert, wird eine Staatskrise befürchtet. Das Gericht hat noch nie eines der zwölf Grundgesetze Israels für nichtig erklärt. Der israelische Parlamentspräsident Amir Ohana sprach dem Obersten Gericht die Autorität ab, Grundgesetze für nichtig zu erklären. Zwölf der 15 Mitglieder des Höchstgerichts, damit die Mehrheit auch derjenigen Richter, die gegen die Aufhebung der Reform stimmten, erklärten jedoch, dass der Oberste Gerichtshof Grundgesetze aufheben darf, wenn sie der Demokratie schweren Schaden zufügen.

## Internationale Reaktionen

### Vereinigte Staaten
Die Vereinigten Staaten sind traditionell der engste Verbündete von Israel. US-Präsident Joe Biden antwortete auf eine Frage des Kolumnisten der The New York Times Thomas L. Friedman zur Situation in Israel, dass für jede grundlegende Veränderung ein Konsens erforderlich sei, um nachhaltig zu sein. „Das Geniale an der amerikanischen und der israelischen Demokratie ist, dass sie beide auf starken Institutionen, auf Kontrolle und Ausgewogenheit und auf einer unabhängigen Justiz beruhen.“ Friedman interpretierte dies als „klare Ansage“ – damit habe sich erstmals ein US-Präsident in eine interne Debatte in Israel eingemischt, in der es um etwas so Grundlegendes wie den Zustand der Demokratie des Landes gehe.
Der US-Botschafter in Israel, Thomas Nides, forderte Netanjahu öffentlich auf, diese Reform noch einmal zu überdenken.
Michael Bloomberg – ehemaliger Bürgermeister von New York City und selbst Jude – schrieb in einem Beitrag in der New York Times am 5. März 2023, mit der geplanten Justizreform riskiere Israel eine Katastrophe; Netanjahu lege die Axt an die Unabhängigkeit der Justiz an.
Die US-Regierung hat angesichts der breiten Proteste und der Regierungskrise am 26. März zu einem Kompromiss im Streit um die Justizreform aufgerufen. „Wir sind tief besorgt über die heutigen Entwicklungen in Israel, die die dringende Notwendigkeit eines Kompromisses noch unterstreiche“, teilte das Weiße Haus am Sonntagabend mit. Demokratische Werte seien immer ein Markenzeichen der Beziehungen zwischen den Vereinigten Staaten und Israel gewesen und müssten dies auch bleiben.
Die Vereinigten Staaten begrüßten dann die Entscheidung des israelischen Premierministers, die Pläne für eine Justizreform auf den nächsten Monat zu verschieben. US-Präsident Biden hatte zuvor mit Netanjahu telefoniert und diesem seine Bedenken über die Justizreform mitgeteilt.

### Deutschland
Bundeskanzler Olaf Scholz hat sich auf einer gemeinsamen Pressekonferenz mit dem israelischen Ministerpräsidenten Netanjahu anlässlich dessen Berlin-Besuchs am 16. März 2023 kritisch zur Justizreform geäußert: „Als demokratische Wertepartner und enge Freunde Israels verfolgen wir diese Debatte sehr aufmerksam – und das will ich nicht verhehlen – mit großer Sorge. […] Die Unabhängigkeit der Justiz ist ein hohes demokratisches Gut, darin sind wir uns einig“, so Scholz: „Unser Wunsch ist, dass unser Wertepartner Israel eine liberale Demokratie bleibt.“
Die Bundesregierung hat sich besorgt über die eskalierenden Auseinandersetzungen im Zuge der Justizreform geäußert. Eindrucksvolle Appelle des israelischen Staatspräsidenten Isaac Herzog müssten und würden sehr ernst genommen, sagte Regierungssprecher Steffen Hebestreit am 27. März: „Als enge Freunde Israels mischen wir uns natürlich nicht in die inneren Angelegenheiten eines Staates ein, und trotzdem blicken wir natürlich mit Sorge auf das, was in den letzten Tagen und vor allem Stunden sich in Israel zuträgt.“
Der Politikwissenschaftler Philip Manow ordnet den Konflikt in den weltweiten innerdemokratischen Streit zwischen einer elektoralen und einer liberalen, konstitutionellen Demokratie ein: „Die gegenwärtigen Auseinandersetzungen zwischen den rechtsreligiösen Parteien und dem israelischen Obersten Gericht bieten weiteres Anschauungsmaterial.“